# Samorost (počítačová hra)
Samorost je flashová point-and-click adventura vyvinutá českou firmou Amanita Design. Samorost v češtině znamená kořen nebo kus dřeva, který připomíná zvíře, člověka nebo nějakou nestvůru. Také je to výraz pro člověka, jenž se nestará o zbytek světa.

## O hře
Samorost vytvořil Jakub Dvorský coby závěrečnou práci na Vysoké škole umělecko-průmyslové v Praze v ateliéru Filmové a televizní grafiky u Jiřího Barty. Ač je hra poměrně krátká, díky surrealistické grafice a příběhu vyčnívá nad ostatní hry v této kategorii. Hrdinou hry je trpaslík, který má během pěti kol za úkol zachránit svou planetku tím, že vychýlí z kurzu planetu druhou, která míří na jeho domovskou. Hra pokračuje titulem Samorost 2.

## Ocenění a nominace
- Nominace na Top Talent Award (2003)
- Nominace Webby Award (2004)